# Bestwig
Bestwig település Németországban, azon belül Észak-Rajna-Vesztfália tartományban. Lakosainak száma 10 677 fő (2023. december 31.). Bestwig Olsberg, Rüthen és Warstein községekkel határos.

## Népesség
A település népességének változása:
| Lakosok száma | 11 909 | 11 170 | 10 878 | 10 687 | 10 556 | 10 695 | 10 677 |
|               | 1975   | 2015   | 2017   | 2019   | 2021   | 2022   | 2023   |